# Сантарська сільська рада
Сантарська сільська рада — колишня адміністративно-територіальна одиниця та орган місцевого самоврядування у Коростенському (Ушомирському) районі і Коростенській міській раді Коростенської і Волинської округ, Київської та Житомирської областей Української РСР з адміністративним центром у селі Сантарка.

## Населені пункти
Сільській раді на час ліквідації були підпорядковані населені пункти:
- с. Рудня-Мошня;
- с. Сантарка.

## Населення
У 1926 році чисельність населення сільської ради становила 1 006 осіб.
Кількість населення ради, станом на 1931 рік, становила 1 111 осіб.

## Історія та адміністративний устрій
Створена 8 вересня 1925 року у складі сіл Рудня-Мошенська (Рудня-Мошня) та Сантарка Пугачівської сільської ради Ушомирського (згодом — Коростенський) району Коростенської округи. 1 червня 1935 року, відповідно до постанови Президії ЦВК Української СРР «Про порядок організації органів радянської влади в новоутворених округах», сільську раду передано до складу Коростенської міської ради Київської області. 28 лютого 1940 року, відповідно до указу Президії Верховної ради Української РСР «Про утворення Коростенського сільського району Житомирської області», сільську раду включено до складу новоствореного Коростенського району Житомирської області.
Станом на 1 вересня 1946 року сільська рада входила до складу Коростенського району Житомирської області, на обліку в раді перебували села Рудня-Мошенська та Сантарка.
Ліквідована 11 серпня 1954 року, відповідно до указу Президії Верховної ради Української РСР «Про укрупнення сільських рад по Житомирській області», територію та населені пункти ради приєднано до складу Пугачівської сільської ради Коростенського району Житомирської області.